# Upratsberg
Upratsberg ist ein Ortsteil der Gemeinde Günzach im schwäbischen Landkreis Ostallgäu.

## Geografie
Der Weiler Upratsberg liegt circa zwei Kilometer nordöstlich von Günzach an einem Moränenhügel. 

## Geschichte
Upratsberg wurde erstmals 1394 im Salbuch des Klosters Kempten erwähnt. 
Im Jahr 1714 wurden 6 Haushalte gezählt, ebenso 1809.

## Sehenswürdigkeiten
In Upratsberg befindet sich die Kapelle St. Peter und Paul von 1790.
Siehe auch: Liste der Baudenkmäler in Upratsberg